# Acer lucidum
Acer lucidum är en kinesträdsväxtart som beskrevs av Metcalf. Acer lucidum ingår i släktet lönnar, och familjen kinesträdsväxter. Inga underarter finns listade i Catalogue of Life.